# Lappago
Lappago (Lappach in tedesco), è una frazione del comune di Selva dei Molini, nella provincia di Bolzano in Alto Adige. È situata all'altezza di 1.436 metri sul livello del mare e dista 6,5 km dal capoluogo comunale.
La frazione si trova a poca distanza dai comprensori sciistici di Plan de Corones, Klausberg e Speikboden. All'inizio dell'alta valle, è possibile visitare il lago di Neves.

## Storia
La prima menzione documentata della località risale al 1225. In occasione di una donazione a favore del vescovo di Bressanone, Heinrich von Taufers viene menzionato tria armenta apud Cesem, per cui Cesem può essere identificato con l'alta valle di Zösen. Il toponimo Lappach compare nel registro del monastero di Sonnenburg nel 1296 come Levpach e come Laupach, parte del territorio di Selva dei Molini. Già a metà del XII secolo un maso a Zösen (curtis in Zesenne) veniva menzionato in un documento del capitolo del duomo di Bressanone, che gli fu assegnato per organizzare un anniversario.
Nel 1840 i 458 residenti erano distribuiti in 52 case. Nel 1872 fu istituita una scuola.
Lappago fu un comune autonomo fino al 1928, anno in cui divenenne una frazione di Selva dei Molini.
Una svolta significativa nella vita del villaggio di montagna fu la costruzione del bacino artificiale di Neves all'inizio dell'alta valle tra il 1960 e il 1964, mentre dagli anni 1970 furono costruite strutture turistiche. Gran parte della popolazione si guadagna da vivere come pendolare fuori valle.

## Monumenti e luoghi d'interesse
La chiesa di Sant'Agnese (Sand Agnesenkirche) fu menzionata per la prima volta nel 1426. La chiesa fu ristrutturata nel 1480. Poiché la chiesa era diventata troppo piccola per il numero degli abitanti, venne ristrutturata e ampliata dal 1812 al 1815; la chiesa rinnovata fu poi consacrata nel 1819.

## Pista da fondo
Una pista da fondo di 16 chilometri congiunge Selva dei Mulini con Lappago 